# Parachelifer sini
Espèce
Synonymes
- Chelifer sini Chamberlin, 1923

Parachelifer sini est une espèce de pseudoscorpions de la famille des Cheliferidae.

## Distribution
Cette espèce est endémique de Basse-Californie au Mexique. Elle se rencontre vers la Bahía de los Ángeles.

## Description
Le mâle holotype mesure 3,5 mm et la femelle paratype 4 mm.

## Publication originale
- Chamberlin, 1923 : New and little known pseudoscorpions, principally from the islands and adjacent shores of the Gulf of California. Proceedings of the California Academy of Sciences, sér. 4, vol. 12, no 17, p. 353-387 (texte intégral).